# Claire Roman
Claire Chambaud, sposata Roman (25 marzo 1906 – Aude, 8 agosto 1941) è stata un'aviatrice, infermiera e paracadutista francese.

## Biografia

### Provenienza, formazione e matrimonio (1906-1932)
Proveniente da una famiglia benestante, finì il liceo già a sedici anni, dopo di che i genitori la mandarono in Inghilterra per imparare la lingua. Una volta tornata in Francia, si iscrisse alla facoltà di Filosofia alla Sorbona e diede gli esami per diventare infermiera. Viaggiò molto con il padre fuori dai confini europei.
Nel 1929 sposò Serge Roman, ufficiale di fanteria nella prima guerra mondiale, decorato con la croce di guerra ma affetto da una grave depressione che culminò con il suicidio il 22 marzo del 1932.

### Pilota da record e istruttrice dell'Aeroclub dell'IPSA (1933-1937)
In seguito al suicidio del marito, Claire Roman aderì alla Croce Rossa Internazionale e prestò servizio come volontaria in Marocco, durante la guerra del Rif. Nello stesso periodo prese lezioni di volo e ottenne il brevetto di volo turistico di primo livello come pilota da turismo il 26 novembre 1932. In forma privata, trasportava aerei requisiti durante la guerra, Nel 1933 ebbe l'incarico di volare a Parigi con un Caudron. Fu quella l'occasione che le fece decidere di tornare a Parigi.
Dopo essersi iscritta all'aeroclub Roland-Garros di Orly, ed essersi esercitata nel pilotare diversi aerei, ed aver trascorso un periodo in Inghilterra a praticare il volo notturno, iniziò a gareggiare.
Nel 1935 arrivò seconda alla Coppa Boucher,  vinta da Maryse Hilsz.
Nonostante l'impegno di aviatrice, la Roman non abbandonò la Croce Rossa per la quale esercitò come volontaria la funzione di istruttrice. Una delle sue imprese più memorabili fu il raid da Parigi a Pondicherry (allora fancente parte delle Indie francesi) compiuto su un Salmson Phrygane con partenza dall'aeroporto di Le Bourget il 22 aprile 1937 insieme ad Alix Lucas-Naudin. Durante il viaggio ci furono vari scali, riportati dalla stampa dell'epoca tra cui un atterraggio all'aeroporto militare "interdit", proibito, di Foggia. Su un giornale dell'epoca, la Naudin racconta la vicenda, definendo i militari di Foggia les amis italiens, gli amici italiani.
La Roman raggiunse una serie di record nell'arco di pochi mesi, tra cui record di altitudine e di velocità
- Record femminile di altitudine (2801 metri) 21 ottobre 1937
- Record femminile di altitudine su aereo monoposto (6241 m) 5 novembre 1937.
- Record femminile di altitudine su aereo a più posti (5343 m) con Alix Lucas-Naudin 10 novembre 1937.
- Record femminile di altitudine (6421 metri) 9 dicembre 1937,
- Record femminile di altitudine (6782 metri) 30 dicembre 1937.
- Record di velocità sui 2000 km (velocità media 245 km/h) 30 dicembre 1937[3][5][14]

### Pilota militare durante la seconda guerra mondiale (1939-1940)
Tra le prime quattro pilote arruolatesi volontarie nel settembre del 1939 Claire Roman è oggi ricordata come la prima pilota militare francese ad aver prestato servizio in prima linea; facendo missioni di trasporto aereo, il 18 giugno del 1940 venne catturata dai tedeschi nei pressi di Bordeaux, dove era andata con dei compagni per recuperare degli aerei ma purtroppo, quando la Roman e i compagni arrivarono, i Tedeschi erano già sul posto e fu catturata ma riuscì a evadere fuggendo prima con una bicicletta fino a Escoublac e poi con un North da addestramento incustodito. Per questa azione venne decorata con la Croce di guerra e fu promossa tenente.
L'8 agosto 1941, Roman trovò la morte mentre si recava da Vichy a Pau, per raggiungere la madre malata a bordo di un Caudron 444, nella nebbia l'aereo si schiantò contro la cima di una montagna.
Il Chigago Tribune del 9 agosto 1941 annunciò che Claire Roman, nota aviatrice francese, era morta,
I resti dell'aereo sono stati ritrovati nel giugno del 2016, sono stati analizzati ed oggi sono visibili presso il Musée Aeroscopia  di Blagnac.
Di lei disse il suo superiore, il capitano Leleu: "Faceva il mestiere di un uomo meglio di un uomo, ma con le sue virtù di donna; si prendeva cura dei compagni, li aiutava (...) Per tutti era una madre, una sorella".